# Якоб Гріммінгер
Якоб Гріммінгер (нім. Jakob Grimminger; нар. 25 квітня 1892 Аугсбург, Німецька імперія — пом. 28 грудня 1969, Мюнхен, ФРН) — нацистський військовий і політичний діяч, штандартенфюрер СС.

## Біографія
Якоб Гріммінгер народився 25 квітня 1892 року в Аугсбурзі. Він був мобілізований в Німецьку імперську армію, коли йому було 16 років. Під час Першої світової війни він служив механіком в повітряному полку на Галліполійському фронті.
У 1922 році Гріммінгер вступив в НСДАП і став штурмовиком. Він брав участь в Пивному путчі в 1923 році. Під час Другої світової війни він працював на пропагандистському фронті.
Через слабкий стану здоров'я Генріха Трамбауера, постійного прапороносця Прапора крові, Гріммінгер взяв на себе завдання другого прапороносця, щоб в кінцевому підсумку стати постійним прапороносцем цього прапора. На цій посаді він зіграв ключову роль в культі, створеному навколо Прапора крові і подій Пивного путчу 1923 року: під час партійних з'їздів НСДАП в Нюрнберзі Гріммінгер з Прапором крові завжди знаходився в безпосередній близькості від Гітлера, який освячував кожен новий штандарт СС, торкаючись їх Прапором крові, яке тримав Гіммінгер.
У 1946 році він постав перед американським судом за членство в СС: не був ув'язнений, але в нього конфіскували майно. Після цього він переїхав до Мюнхена, де намагався займатися політикою, але минуле йому завадило. Він помер 29 січня 1969 року в Мюнхені, в повній бідності.

## Фільмографія
В 1935 році Гріммінгер знявся у документальному пропагандистському фільмі Лені Ріфеншталь «Тріумф волі».

## Звання
- Манн СС (25 лютого 1926)
- Шарфюрер СС (вересень 1926)
- Труппфюрер СС (березень 1929)
- Штурмфюрер СС (17 липня 1931)
- Оберштурмфюрер СС (31 липня 1933)
- Штурмгауптфюрер СС (15 листопада 1933)
- Штурмбаннфюрер СС (20 квітня 1935)
- Оберштурмбаннфюрер СС (13 вересня 1936)
- Штандартенфюрер СС (13 квітня 1943)

## Нагороди[3]

### Перша світова війна
- Залізний хрест 2-го класу
- Хрест «За військові заслуги» (Баварія) 4-го класу
- Галліполійська зірка

### Міжвоєнний період
- Почесний знак Кобург (15 жовтня 1932)
- Орден крові (№714; 1933)
- Почесний хрест ветерана війни з мечами
- Золотий партійний знак НСДАП
- Золотий почесний знак НСКОФ[4]
- Медаль «У пам'ять 13 березня 1938 року»
- Медаль «У пам'ять 1 жовтня 1938» із застібкою «Празький град»
- Почесна шпага рейхсфюрера СС (5 червня 1939)
- Почесний кинджал СС

### Друга світова війна
- Хрест Воєнних заслуг 2-го класу з мечами
- Медаль «За вислугу років в НСДАП» в бронзі, сріблі та золоті (25 років)
- Медаль «За вислугу років в СС» 4-го, 3-го, 2-го і 1-го ступеня (25 років)